# Elckerlijc
Elckerlijc of Elckerlyc (voluit: Den Spyeghel der Salicheyt van Elckerlijc - Hoe dat elckerlijc mensche wert ghedaecht Gode rekeninghe te doen) is een 15e-eeuwse Nederlandstalige moraliteit (Nederlandstalig zinnespel).

## Geschiedenis
De auteur van het stuk is niet bekend, maar verschillende onderzoeken wezen een aantal mogelijke kandidaten aan.
Peter van Diest (1454-1507) wordt gezien als de auteur van de Elckerlijc, hoewel dat lang niet zeker is. Ook wordt het stuk aan de kartuizer Petrus Dorlandus (1454-1507) toegeschreven, omdat men dacht dat het stuk wel door een grote theoloog geschreven moest zijn, door alle symbolische voorstellingen van sacramenten en verwijzingen naar de Kerk. De twee verschillende namen zouden kunnen toehoren tot eenzelfde man, aangezien ze dezelfde geboorte- en sterfdatum hebben, maar ook dat is niet zeker.
Volgens R. Vos is de auteur van de Elckerlijc echter niet een van die twee, maar misschien wel Willem van Hildegaersberch. Dat concludeerde hij na het bestuderen van de schrijfstijl van Hildegaersberch en de auteur van de Elckerlijc.
Een bewerking van het stuk zou uitgevoerd zijn door Ischyrius onder de naam Petrus Diesthemius (dezelfde als Peter van Diest), ten gunste van de oorspronkelijke schrijver.
Weer een andere mogelijke auteur is Jan Casus. Casus was de meest vooraanstaande rederijker uit Antwerpen aan het einde van de vijftiende eeuw. Herman Brinkman en Herman Pleij concluderen na onderzoek over netwerken tussen drukkers en rederijkers dat Casus de auteur van Elckerlijc moet zijn.
Het origineel is gedrukt in het Nederlands in 1496, te Delft door Christiaen Snellaert. Dat exemplaar is echter onvolledig. Het titelblad ontbreekt, evenals drie andere bladen. De tweede druk (Antwerpen, Govaert Bac) stamt uit circa 1501. Hierbij ontbreekt het laatste blad. De derde druk (Antwerpen, Willem Vorsterman, uit circa 1525) is vrijwel volledig. Er bestaat ook een handschrift uit het eind van de 16e eeuw dat een gemoderniseerde tekst bevat, die waarschijnlijk op een versie teruggaat die verloren is gegaan. De eerste moderne druk is uit 1892 door H. Logeman. In de jaren 1960 was het vooral de wetenschapper R. Vos die de Elckerlijc bestudeerde. Hij bezorgde onder meer een editie van de tekst.
Elckerlijc was in de middeleeuwen een bijzonder populair en succesvol theaterstuk. Het stuk won de eerste prijs bij een bijeenkomst van Brabantse rederijkers.

## Andere versies

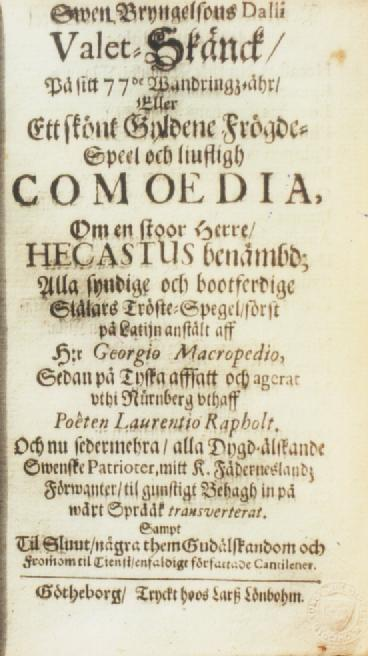
Zweedse uitgave van Macropedius' Hecastus. (Göteborg, 1681)

### Oudst gevonden versies
Elckerlijc is ons overgeleverd in drie verschillende drukken en in een handschrift van latere datum. Deze drie uitgaven waren van de drukker Christiaen Snellaert uit Delft (1493-1496), en de Antwerpse drukkers Govaert Bac (1501) en Willem Vorsterman (ca. 1525). De manuscripten worden ook aangeduid naar de bewaarplaats als respectievelijk B (Brussel), H (Den Haag) en L (Leiden). De kopie uit Leiden is echter de enige die geheel overgeleverd is. De overige twee drukken zijn incompleet.
Leonard Willems, een Elckerlijckenner, ontdekte in 1932 een handschrift dat Elckerlijc bevat, maar dat geen kopie is van een van de drie bovengenoemde versies. Dit manuscript werd door de Gentse kopiist P. Wilms overgeschreven van een geheel andere, waarschijnlijk verloren gegane druk, en daarna bewaard door de stadsarchivaris van Antwerpen.
Deze vier tekstversies werden later in 1979 naast elkaar gelegd om interessante tekst- en interpretatieverschillen naar boven te halen.

### Everyman
Everyman is de titel van een vroeg-16e-eeuwse, Engelse versie van Elckerlijc. Tot op de dag van vandaag betwisten taalgeschiedkundigen of het Engelse stuk gebaseerd is op Elckerlijc of andersom. De volgende informatie is gebaseerd op Elckerlyc en Everyman / J.J. Mak. In: Tijdschr. Ned. taal- lett.kd.: vol. 67 (1950), afl. 1, pag. 24-41.
Het verband tussen de Engelse Everyman en de Nederlandse Elckerlijc werd voor het eerst ter sprake gebracht door Gerrit Kalff in 1890. Hij was getroffen door de bijna letterlijke overeenkomst tussen deze twee stukken en concludeerde dat een gemeenschappelijke bron niet waarschijnlijk was: het ene spel moest een vertaling van het andere zijn. Kalff veronderstelde dat de Nederlandse tekst de oudste was, waaraan de Engelse bewerker een proloog en slotwoord zou hebben toegevoegd.
Deze visie werd gedeeld door Hendrik Logeman, die in 1892 betoogde dat de Nederlandse tekst als de oorspronkelijke te beschouwen is. Hiervoor duidde hij dertien bewijsplaatsen aan waar de afhankelijkheid van de Engelse tekst duidelijk bleek, doordat de vertaler het origineel ofwel niet begreep, ofwel onbeholpen weergaf. Kalff voegde aan de bewijsvoering toe dat Elckerlijc beter gebouwd was, met een meer verzorgd rijmschema.
K.H. De Raaf verzorgde rond 1902 in zijn proefschrift Den Spyeghel der salicheit van Elckerlijc een kritische tekst, waarin hij in tegenstelling tot zijn voorgangers pleitte voor de erkenning van de prioriteit van Everyman. Hij nam de door Kalff en Logeman aangeduide plaatsen onder de loep, met tegengestelde uitkomst.
Na deze publicatie hervatte Logeman zijn onderzoek, waarna hij in een afzonderlijke publicatie zijn vroeger bewijsmateriaal aanvulde. Toch schreef De Raaf in 1903 nog een artikel waarin hij een lange reeks parallellen tussen de twee versies bespreekt en zijn visie kracht bijzet. Hiermee had hij echter weinig succes.
De Engelse historicus E.R. Tigg publiceerde in 1939 het artikel Is Elckerlijc prior to Everyman? op basis van eigen onderzoek en concludeerde dat de Nederlandse Elckerlijc ouder is dan zijn Engelse versie. Dit sloot dus aan bij de theorie van Logeman. De Leuvense anglist prof. Henry de Vocht beweerde echter dat de Engelse versie origineel is. Hij schreef dat onderzoek naar rijmschema’s, dichterlijke vorm en zinsbouw geen doorslaggevende argumenten leverden om de decennialang spelende vraag te beantwoorden. Ondanks zijn mening dat de Nederlandse tekst de voorkeur geniet in dit opzicht, vindt hij het evengoed mogelijk dat een Nederlandse bewerker zijn voorbeeld verbeterend omwerkt als dat een Engelse vertaler zijn voorbeeld niet kan evenaren en de vorm verwaarloost. Onderzoek naar de originele tekst moest dus volgens hem dieper gaan dan rijmschema’s, vertalingen en dichtvormen.
Dankzij zijn achtergrond als katholiek theoloog kon De Vocht het vraagstuk van een zijde beschouwen die tot nu toe weinig opgemerkt werd. Hieronder volgt een lijst van enkele van zijn argumenten.
- De naam ‘Everyman’ is juister dan ‘Elckerlijc’ bij de aanspraak van het publiek.
- Gooddedes (goede werken in Everyman) staat theologisch beschouwd niet gelijk aan Duecht.
- Everyman is overal dogmatisch zuiver, terwijl de dichter van Elckerlijc soms uitspraken doet die uit gelovig katholiek oogpunt onverdedigbaar of onduidelijk zijn.
- De Engelse tekst is eenvoudig, zoals in een stichtelijk bedoelde ‘morality’ past. De Nederlandse tekst is volgens De Vocht eerder ‘distracted and diffuse’.
- Op 15 plaatsen komen in Elckerlijc theologische blunders voor die in het Engelse voorbeeld ontbreken.

Ondanks zijn uitgebreid onderzoek is er nog steeds geen consensus over welke Elckerlijcversie de oudste is. De theorie van De Vocht wordt tot op het heden nog tegengesproken door andere taalexperts.
 

### Hekastus, Homulus en Elckerlijc
Homulus (van Yschyrius ofwel Christiaen Stercks, Keulen 1536) en Hekastus (van Macropedius, Utrecht 1539) zijn twee vertalingen van Elckerlijc in het Latijn die voor een internationale verspreiding van het stuk zorgden. Homulus is op zich nog eens vertaald naar het Nederduits door Jasper von Gennep in 1539 met de titel Homulus, der sünden loin ist der Toid. Deze versie werd opnieuw naar het Nederlands vertaald, respectievelijk in 1556 en 1608, maar verloor hierbij de herinnering aan het katholieke verleden van de tekst, waardoor het zeer populair werd in de protestantse, noordelijke Nederlanden.

### Recente versies

#### Theatervoorstellingen
- 13 juli 1931: Openluchtschouwburg van het Koninklijke Paleis van Laken
- Van begin jaren 50 tot 1966: Delft (toneelgroep Concordia)

#### Filmversie
Na zijn debuutfilm Mariken van Nieumeghen in 1974 verfilmde de Utrechtse regisseur Jos Stelling (1945) het boek een jaar later als een film van 92 minuten, met acteurs als Lucie Singeling en George Bruens.

## Inhoud
God is vertoornd omdat Elckerlijc hem vreest noch kent. Hij wil niet dat de mensen zondig leven. Daarom krijgt “die Doot” de opdracht aan Elckerlijc mee te delen dat hij een pelgrimsreis moet ondernemen waaraan geen mens zich kan onttrekken (hij moet sterven). Tevergeefs probeert Elckerlijc die Doot om te kopen en tevergeefs smeekt hij om uitstel. Wel mag hij proberen iemand uit te nodigen om hem op die lange reis te vergezellen. “Gheselscap”, “Vrienden” en “de Maghe” beloven eerst hem nooit in de steek te laten, maar zodra ze horen wat de ware bestemming is, laten ze hem in de steek. Dan ontmoet Elckerlijc “De Doecht” (de deugdzaamheid). Doecht, die te zwak is om hem te vergezellen, verwijst hem naar haar zuster “Kennisse”. Deze brengt Elckerlijc tot Biechten. Als hij zijn zonden beleden heeft, Boetedoening gedaan heeft en “Tcleet der Berouwenissen” heeft aangetrokken, is Doecht hersteld. Ze laat hem “Kracht” en “Vroescap” roepen terwijl “Vijf Sinnen” op last van Kennisse geroepen wordt. Deze vier personen beloven mee te gaan nadat Elckerlijc zijn testament gemaakt heeft en wanneer hij op aanraden van Kennisse en Vijf Sinnen van de priester de laatste sacramenten heeft ontvangen, laten ze hem echter bij het (groen) graf in de steek. Doecht gaat als enige met hem mee, terwijl Kennisse, nadat Elckerlijc gestorven is, aan het publiek meedeelt dat Doecht zich bij God zal melden. Ten slotte voert een engel Elckerlijcs ziel naar de hemel. In dit stuk gaat het om het feit dat iedereen (Elckerlijc betekent Iedereen) rekening en verantwoording zal moeten afleggen van zijn aards leven.

## Betekenis
De moraal van het verhaal is dat mensen zuiver voor God mogen verschijnen. Het hoofdpersonage heet Elckerlijc, wat staat voor alle mensen op aarde. Alle andere personages stellen belangrijke aspecten in het leven voor. Zo is er bijvoorbeeld Duecht (deugd, het goede van de mens), Gheselscap (gezelschap en vrienden), Tgoet (bezit en goederen), Maghe en Neve (naaste en verre familie), Kennisse (zelfkennis), Biechte (de biecht), Schoonheyt (schoonheid), Cracht (kracht), Vroetscap (wijsheid) en de Vijf Sinnen (de vijf klassieke zintuigen).
Het verhaal gaat over het zalig worden van de mens, hij moet zich voorbereiden op de dood zodat hij toegang krijgt tot de hemel. Dit kan hij verwezenlijken door de deugd met zich mee te dragen, anders kan hij niet slagen in zijn opdracht. Iedereen sterft en niemand kan de dood ontlopen, er is geen ontkomen aan. Elckerlijc wil vrienden, familie, gezelschap en goederen meebrengen naar de dood, maar dit is niet mogelijk (in het verhaal weigeren deze personages mee te gaan). Voor hij sterft, wil hij van zichzelf een beter mens maken. Hij wil meer zelfkennis ontwikkelen (in het verhaal neemt hij Kennisse mee). Nu hij zelfkennis heeft, kan hij gaan biechten, waardoor hij een beter mens wordt. Ook ontwikkelt hij andere positieve eigenschappen (wijsheid, kracht, schoonheid etc.). Nadat de dood de mens bereikt heeft, is het goede het enige dat overblijft. (Conclusie: alle eigenschappen kunnen veranderen, maar na de dood is de goedheid het enige dat nog telt.)

## Citaat
Een citaat uit het begin van het stuk:
God spreect
Gaet hene tot Elckerlijc ghereet (terstond)
Ende segt hem van mijnen tweghen saen (dadelijk)
Dat hi een pelgrimagie moet gaen
Die niemant ter werelt en mach verbi (Die niemand ter wereld kan nalaten)
Ende dat hi rekeninghe come doen mi
Sonder vertrec (uitstel): dats mijn ghebot.